# William Lebghil
William Lebghil, né le 9 juillet 1990 à Villeneuve-Saint-Georges (Val-de-Marne), est un comédien français. Il est notamment connu pour son rôle de Slimane dans la série humoristique Soda et pour ses seconds rôles dans les comédies Les Mythos (2010) et Les Nouvelles Aventures d'Aladin (2015).
Il est propulsé tête d'affiche en 2016 avec une comédie à petit budget, La Fine équipe. Puis l'année suivante, il confirme en portant la comédie sociale Cherchez la femme, face à Camélia Jordana, puis la comédie romantique Ami-ami, avec Margot Bancilhon. En 2018, il partage l'affiche de la comédie Première Année avec Vincent Lacoste.
Parallèlement, il confirme son statut d'acteur qui monte en étant au casting des comédies dramatiques chorales Le Sens de la fête (2017) et Voyez comme on danse (2018).

## Biographie
D'origine algérienne par son père, William Lebghil passe la majeure partie de son enfance dans la ville de Servon, en Seine-et-Marne.
William Lebghil a étudié à l'École d'art dramatique Jean Périmony, dont il est sorti diplômé en 2011,.

### Carrière

#### Révélation télévisuelle et débuts au cinéma
Il fait ses premiers pas en tant qu'acteur en 2010 dans la web-série Mes colocs, réalisée par Riad Sattouf. Mais c'est l'année suivante qu'il se fait connaître du grand public. Il joue le meilleur ami du héros de la série Soda (sur M6 puis W9), portée par Kev Adams. La même année, il fait partie des quatre héros de la comédie potache Les Mythos, de Denis Thybaud.

#### Premiers rôles au cinéma

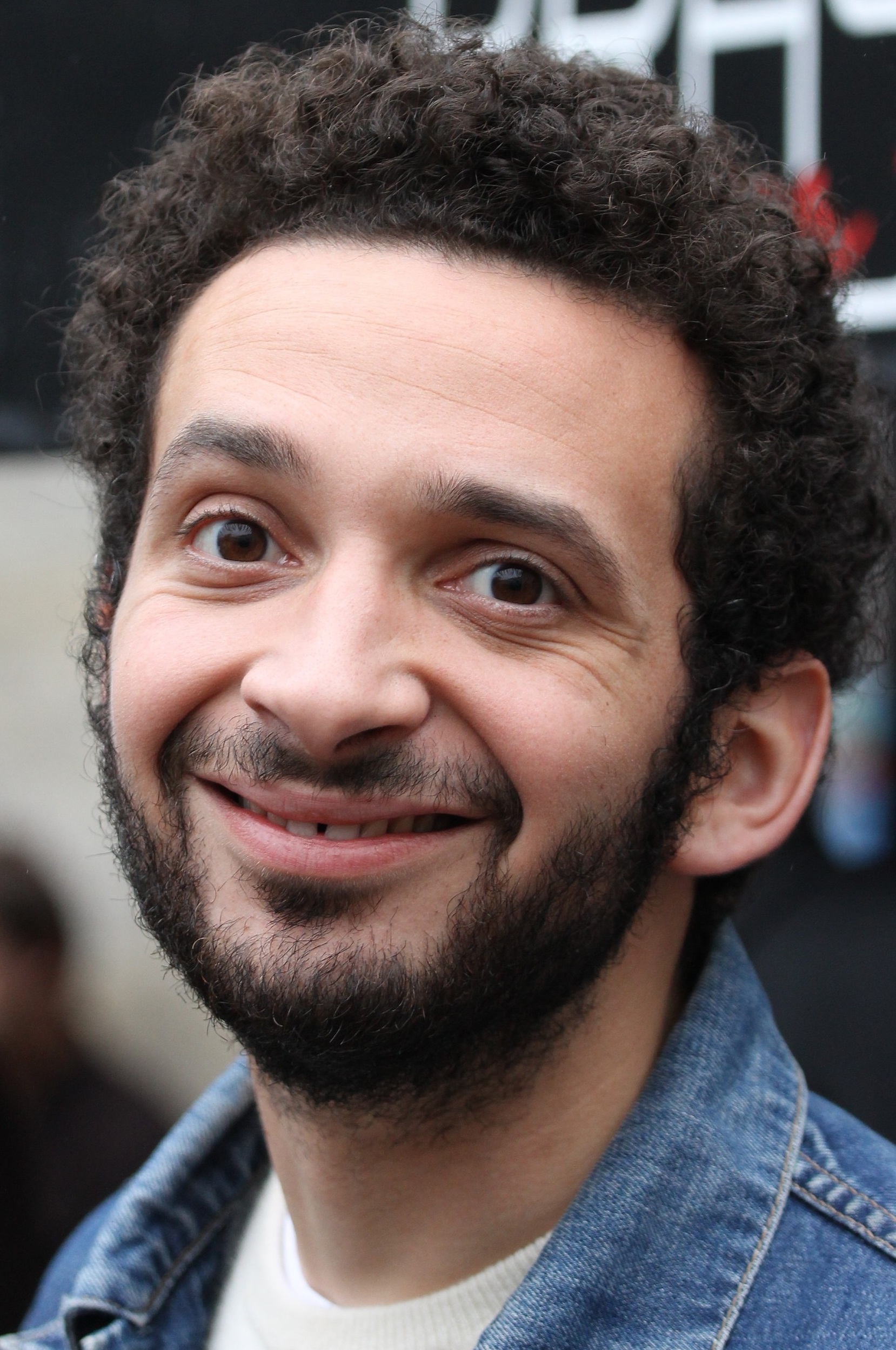
L'acteur au Festival de la fiction TV de La Rochelle 2016

En 2013, Riad Sattouf le retrouve pour la satire Jacky au royaume des filles, portée par Vincent Lacoste. En 2014, il s'aventure dans un registre dramatique en jouant l'un des ados dans Les Combattants, de Thomas Cailley. Il tient aussi un petit rôle dans la comédie dramatique Les Souvenirs, troisième long-métrage de Jean-Paul Rouve.
En 2015, Soda se conclut sur W9 sur un second téléfilm. Kev Adams, devenu une vedette des adolescents, se lance au cinéma avec la comédie d'aventures Les Nouvelles aventures d'Aladin, d'Arthur Benzaquen. Lebghil y tient un second rôle, celui de Khalid.
En 2016, il tient l'un des rôles principaux de la comédie La Fine Équipe, de Magaly Richard-Serrano, qui lui vaut d'être salué par la critique.
Il confirme en 2017 avec deux projets remarqués. Il fait d'abord partie de la large distribution de la comédie Le Sens de la fête, réalisée par Éric Toledano et Olivier Nakache. Puis il surprend dans un registre dramatique avec Cherchez la femme, de Sou Abadi, aux côtés de Camélia Jordana et Félix Moati.
Il commence l'année 2018 avec le premier rôle de la comédie romantique Ami-ami, de Victor Saint Macary et la conclut en retrouvant Vincent Lacoste pour incarner deux étudiants en médecine dans Première Année, quatrième long-métrage de Thomas Lilti.
Parallèlement, il fait partie des nouveaux acteurs choisis par Michel Blanc pour la suite de son classique de 2002, Embrassez qui vous voudrez.
En mai 2019, il part présenter au Festival de Cannes 2019, à la Quinzaine des réalisateurs, la comédie décalée Yves, de Benoît Forgeard, qui l'avait déjà dirigé dans un court-métrage. L'acteur y joue un rappeur méconnu qui devient célèbre après avoir testé un nouveau frigo intelligent.
En janvier-février 2025, il fait partie du jury « longs-métrages » présidé par Vimala Pons lors de la 32e édition du Festival international du film fantastique de Gérardmer.

## Filmographie

### Cinéma

#### Longs métrages
- 2011 : Les Mythos de Denis Thybaud : Karim
- 2013 : Jacky au royaume des filles de Riad Sattouf : Vergio
- 2014 : Les Combattants de Thomas Cailley : Xavier
- 2014 : Les Souvenirs de Jean-Paul Rouve : le colocataire de Romain
- 2015 : Les Nouvelles aventures d'Aladin d'Arthur Benzaquen : Khalid
- 2016 : La Fine équipe de Magaly Richard-Serrano : Omen
- 2017 : Le Sens de la fête d'Éric Toledano et Olivier Nakache : Seb
- 2017 : Cherchez la femme de Sou Abadi : Mahmoud
- 2018 : Ami-ami de Victor Saint Macary : Vincent
- 2018 : Première Année de Thomas Lilti : Benjamin
- 2018 : Voyez comme on danse de Michel Blanc : Alex
- 2019 : Yves de Benoît Forgeard : Jerem
- 2019 : Debout sur la montagne de Sébastien Betbeder : Stan
- 2021 : La Pièce rapportée d'Antonin Peretjatko : Jérôme
- 2021 : Les Fantasmes de David et Stéphane Foenkinos : Will
- 2022 : Tout fout le camp de Sébastien Betbeder : Abel
- 2022 : Grand Paris de Martin Jauvat : Amin
- 2023 : Les Complices de Cécilia Rouaud : Karim
- 2023 : Hawaii de Mélissa Drigeard : Sébastien
- 2023 : Un métier sérieux de Thomas Lilti : Fouad Medaoui, prof d'anglais
- 2024 : La Vie de ma mère de Julien Carpentier : Pierre
- 2024 : Le Beau rôle de Victor Rodenbach : Henri
- 2024 : Joli Joli de Diastème : Elias Combes
- 2025 : La Cache de Lionel Baier : Grand oncle
- 2025 : Baise-en-ville de Martin Jauvat : Walid
- 2025 : Arco d'Ugo Bienvenu : Frankie (voix)
- 2025 : Nino de Pauline Loquès : Sofian

#### Courts métrages
- 2011 : Fuck UK de Benoît Forgeard
- 2014 : Les Aoûtiens de Victor Rodenbach & Hugo Benamozig : Joël
- 2015 : Qui de nous deux de Benjamin Bouhana : Léo
- 2016 : Après Suzanne de Félix Moati
- 2021 : Grand Paris Express de Martin Jauvat
- 2021 : Le Sang de la veine de Martin Jauvat
- 2023 : Choucroute de Benoît Moret

### Télévision
- 2011-2015 : Soda : Slimane El Boughi
- 2014 : Soda : Un trop long week-end : Slimane El Boughi
- 2015 : Soda : Le Rêve américain : Slimane El Boughi
- 2015 : Objectivement, série en stop motion créée par Guillaume Le Gorrec et Hadrien Cousin, sur Arte Creative : le radio-réveil, la bière Keinenbro
- 2016 : José : Saint-Pierre / Piotr
- 2021 : 6 x Confiné.e.s : Tarek (ép. 03)
- 2024 : Hippocrate : David (saison 3)

### Doublage
- 2017 : Pigeons et Dragons : plusieurs personnages
- 2021 : Au revoir Jérôme ! de Chloé Farr, Gabrielle Selnet et Adam Sillard : Jérôme (court-métrage)

### Web-série
- 2010 : Mes colocs : Mustapha Nounes (rôle principal, 10 épisodes)
- 2010 : 10 minutes à perdre

### Clips
- 2018 : L’Amour avec des crocos de Roméo Elvis
- 2019 : Serious de Stuck in the Sound : le prêtre

## Théâtre
- 2010 : Ados
- 2010-2012 : Le Bossu de Notre-Dame
- 2012 : Dernier coup de ciseaux
- 2017 : Comment Igor a disparu
- 2019 : Vie et mort d'un chien traduit du danois par Niels Nielsen
- 2020 : Le Roi Lear

## Distinctions

### Récompenses
- Festival international du film de comédie de l'Alpe d'Huez 2023 : Prix d'interprétation masculine pour Les Complices[4]

### Nominations
- Césars 2017 : présélection « Révélation » pour le César du meilleur espoir masculin pour La Fine équipe[5]
- Césars 2019 : nomination pour le César du meilleur espoir masculin pour Première Année[6]